# Carlquistia muirii
Carlquistia es un género de plantas con flores perteneciente a la familia de las asteráceas. Incluye una sola especie: Carlquistia muirii. Es originaria de Norteamérica.

## Descripción
Es una planta perenne rizomatosa herbácea que forma aglutinaciones o esteras de color verde con hojas de hasta unos 4 centímetros de largo. Las hojas están dispuestas en sentido opuesto en la parte baja del tallo, y alternas en la superior. La inflorescencia es generalmente de una solitaria cabeza en un tallo erecto. La cabeza contiene flores tubulosas en el disco de color amarillo y carece de lígulas. El fruto es estrecho aquenio, que podrá ser superior a un centímetro de longitud, incluyendo sus vilanos con cerdas como plumas.

## Distribución
Esta especie Carlquistia muirii es endémica de California. Tiene una distribución discontinua , ya que se producen en el sur de Sierra Nevada y en el otro lado occidental del Valle de San Joaquín en todo Ventana Double Cone, en la Sierra de Santa Lucía.

## Taxonomía
Carlquistia muirii fue descrita por (A.Gray) B.G.Baldwin y publicado en Novon 9(4): 463. 1999.
Etimología
Carlquistia: nombre genérico que fue otorgado en honor de Sherwin Carlquist, (1930, -) botánico californiano.
Sinonimia
- Raillardella muirii A.Gray
- Raillardiopsis muirii (A.Gray) Rydb.[4]